# Золотарёво (Юкаменский район)
Золотарёво (удм. Гарегурт) — деревня в Юкаменском районе Удмуртии, входит в состав Палагайского сельского поселения.

## Население
| 2007 | 2010 | 2012 |
| ---- | ---- | ---- |
| 4    | →4   | ↗5   |

## Улицы
В деревне имеется одна улица — Речная.